# Denis William Brogan
Denis William Brogan (ur. 11 sierpnia 1900, zm. 5 stycznia 1974) – brytyjski historyk. 
Znany z audycji radiowych w BBC, głównie na tematy historyczne. W 1963 roku otrzymał tytuł szlachecki.

## Wybrane publikacje
- The American Political System (1933) Excerpts
- The Development of modern France, 1870-1939 (1940)
- Politics and Law in the United States (1941) Excerpts
- The American Character (1944)
- French Personalities and Problems (1945) Excerpts
- The Era of Franklin D. Roosevelt (1950)
- The Price of Revolution (1951)
- Politics in America (1954)
- America in the Modern World (1960)
- American Aspects (1964)
- Worlds in Conflict (1967)
- France under the Republic (1974)

## Wybrane publikacje w języku polskim
- Amerykańska polityka zagraniczna, przeł. Jerzy Z. Kędzierski, Jerozolima: "W drodze" 1945.
- "Ameryka i świat współczesny": Charakter kultury amerykańskiej przeł. Tymon Terlecki [w:] Współcześni historycy brytyjscy. Wybór z pism, oprac. i przedmową zaopatrzył Jerzy Z. Kędzierski, słowo wstępne G. P. Gooch, Londyn: B. Świderski 1963, s. 57-75.
- (współautor: D. V. Verney) Cztery wielkie demokracje, przeł. Jan Ostaszewski, Kraków: Krakowskie Towarzystwo Wydawnicze 1984.